# Phausina
Phausina is een geslacht van spinnen uit de familie springspinnen (Salticidae).

## Soorten
De volgende soorten zijn bij het geslacht ingedeeld:
- Phausina bivittata Simon, 1902
- Phausina flavofrenata Simon, 1902
- Phausina guttipes Simon, 1902
- Phausina leucopogon Simon, 1905